# Пивень, Александр Ефимович
Александр Ефимович Пивень (16 июня 1872, Павловская, Кубанская область — 7 апреля 1962, Дармштадт, Гессен) — украинский писатель, собиратель и издатель казацкого фольклора на Кубани, этнограф, поэт, прозаик, драматург.

## Биография
Родился в станице Павловская (ныне станица Краснодарского края, РФ) в семье псаломщика. Учился в станичной школе, а впоследствии — в Екатеринодарском духовном училище.
Работал писарем в разных станицах, 2 года атаманствовал в станице Павловская. Помогал известному этнографу М. Дикареву собирать этнографический материал, а после его смерти продолжил эту работу самостоятельно. Начиная с 1904, Пивень опубликовал на кубанской балачке сборники кубанского фольклора «Сим кип брехеньок» (Семь куч побасенок), «Торбина смиху та мишок реготу» (Торба смеха и мешок хохота), «Черноморские выдумки, или три короба», «Казацкие шутки и смех всем людям для развлечения», «Козацьки розвагы» (Казацкие развлечения), «Збираници повный мих на забаву и на смих» и др. в издательствах Киева, Москвы, Харькова. В сборники входили произведения Т. Шевченко, М. Вороного, Я. Жарка и других украинских литераторов. Часть сборников составляла собрание украинских песен.
В марте 1920 Пивень эмигрировал на остров Лемнос (Греция), а в 1921 — в Югославию. Сотрудничал c журналами «Казачьи думы», «Вольная Кубань», «Путь казачества», «Вольное казачество». В конце 1930-х гг. поселился в Германии, жил в доме престарелых. Целиком посвятил себя философии и религии, иногда публиковал свои произведения в казачьих изданиях: «Кубанский край» (Канада), «Козаче життя» (США) и др.
Дети Александра Пивня остались в СССР и в большинстве были репрессированы .
В последние годы жизни систематизировал все написанное в рукописном 2-томнике «Кубанский кобзарь».
Умер в Дармштадте (Германия).